# Collegio Benvenuto Griziotti
Il collegio Benvenuto Griziotti è un collegio universitario con sede a Pavia, intitolato all'economista italiano Benvenuto Griziotti.

## Storia
La struttura venne utilizzata come casa-albergo dal Comune di Pavia fino al 1980, quando venne ceduta all'opera universitaria in uso gratuito, che la trasformò in collegio universitario. Dal 1981, con il passaggio delle competenze per il diritto allo studio universitario alle regioni, viene gestito dall'Istituto per il diritto allo studio universitario (ISU) di Pavia. L'attuale rettore del collegio è il professor Flavio Antonio Ceravolo.

## Sede

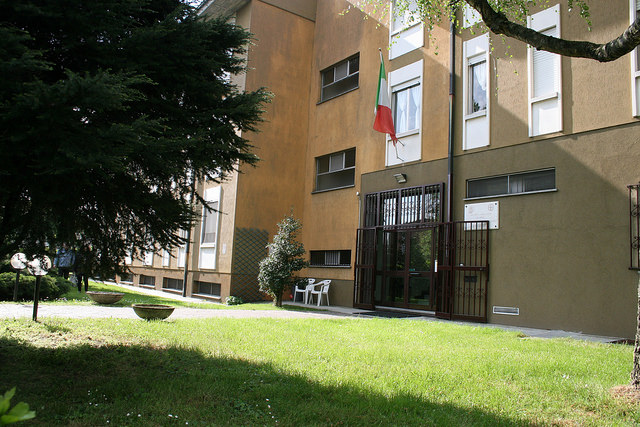
Esterno del collegio

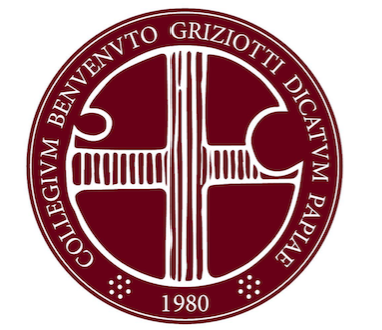
Lo stemma

Gli studenti possono usufruire di una sala computer, una biblioteca, aule studio, palestra e altri servizi complementari.

## Lo stemma
Lo stemma, ideato nel 1980 dal professor Giorgio Panella, ex rettore del collegio, rappresenta il sigillo minore del comune di Pavia (una croce bianca in un campo rosso, poi riadattato su campo amaranto per ricordare il colore goliardico del collegio stesso) e venne scelto per ricordare il collegamento con la città di Pavia.
Il modello originale del sigillo è conservato presso i Musei Civili, situati all'interno del Castello Visconteo.
Lo stemma è asimmetrico, a causa dell'usura del sigillo stesso, che veniva utilizzato per sigillare lettere e documenti con la ceralacca.
Attorno allo stemma del Collegio vi è la scritta "COLLEGIVM BENVENVTO GRIZIOTTI DICATVM PAPIAE" ovvero "Collegio dedicato a Benvenuto Griziotti, Pavia."

## Ammissione
Il Collegio attualmente fa parte della rete residenziale dell'E.D.I.S.U. L'accesso ai posti è regolato tramite concorso pubblico il cui bando viene redatto annualmente dall'ente stesso. Per mantenere il posto presso il Collegio è necessario, ogni anno, ottenere il numero di crediti formativi richiesti per ogni corso di laurea, stabiliti dal bando stesso, mentre non è prevista una media minima dei voti delle singole prove di esame.